# Kanot vid europeiska spelen 2015
Kanot vid europeiska spelen 2015 avgjordes från 14 juni - 16 juni. Tävlingarna arrangerades vid Kur Sport and Rowing Centre som ligger i staden Mingäçevir (4-5 timmars bilåkning från Baku). Totalt 15 sprintgrenar avgjordes i disciplinerna kajak (K) och kanadensare (C).

## Medaljsummering
Herrar
| Gren            | Guld                                                          | Silver                                                                     | Brons                                                                    |
| K-1 200 meter   | Miklós Dudás (HUN)                                            | Petter Menning (SWE)                                                       | Ed McKeever (GBR)                                                        |
| K-1 1 000 meter | Max Hoff (GER)                                                | Fernando Pimenta (POR)                                                     | Rene Holten Poulsen (DEN)                                                |
| K-1 5 000 meter | Max Hoff (GER)                                                | Fernando Pimenta (POR)                                                     | Cyrille Carre (FRA)                                                      |
| K-2 200 meter   | Serbien Nebojša Grujić Marko Novaković                        | Tyskland Ronald Rauhe Tom Liebscher                                        | Ungern Sandor Totka Péter Molnár                                         |
| K-2 1 000 meter | Ungern Zoltán Kammerer Tamas Szalai                           | Tyskland Max Rendschmidt Marcus Gross                                      | Belarus Vitalij Bialko Raman Piatrusjenka                                |
| K-4 1 000 meter | Ungern Zoltan Kammerer Dávid Tóth Tamás Kulifai Dániel Pauman | Ryssland Alexandr Sergeev Vasilj Pogreban Anton Ryachov Vladislav Blintcov | Belarus Pavel Miadzvedzeu Aleh Jurenia Vitalij Bialko Raman Piatrusjenka |
| C-1 200 meter   | Henrikas Žustautas (LTU)                                      | Valentin Demjanenko Fuksa (AZE)                                            | Martin Fuksa (CZE)                                                       |
| C-1 1 000 meter | Sebastian Brendel (GER)                                       | Martin Fuksa (CZE)                                                         | Attila Vajda (HUN)                                                       |
| C-2 1 000 meter | Belarus Andrei Bahdanovitj Aliaksandr Bahdanovitj             | Ryssland Alexej Korovasjkov Ilja Pervuchin                                 | Tyskland Peter Kretschmer Michael Müller                                 |

Damer
| Gren            | Guld                                                        | Silver                                                           | Brons                                                                                 |
| K-1 200 meter   | Marta Walczykiewicz (POL)                                   | Natalia Podolskaja (BLR)                                         | Danuta Kozák (HUN)                                                                    |
| K-1 500 meter   | Danuta Kozák (HUN)                                          | Yvonne Schuring (AUT)                                            | Ewelina Wojnarowska (POL)                                                             |
| K-1 5 000 meter | Marjna Litvinsjuk (BLR)                                     | Lani Belcher (GBR)                                               | Renáta Csay (HUN)                                                                     |
| K-2 200 meter   | Belarus Marjna Litvinsjuk Marharyta Macheva                 | Serbien Nikolina Moldovan Olivera Moldovan                       | Ukraina Marija Povkh Anastasiia Todorova                                              |
| K-2 500 meter   | Serbien Milica Starović Dalma Ružičić-Benedek               | Rumänien Roxana Borha Elena Meroniac                             | Ungern Anna Kárász Ninetta Vad                                                        |
| K-4 500 meter   | Ungern Gabriella Szabó Anna Karasz Danuta Kozák Ninetta Vad | Tyskland Franziska Weber Verena Hantl Conny Wassmuth Tina Dietze | Polen Karolina Naja Ewelina Wojnarowska Edyta Dzieniszewska-Kierkla Beata Mikołajczyk |